# Bloodgood

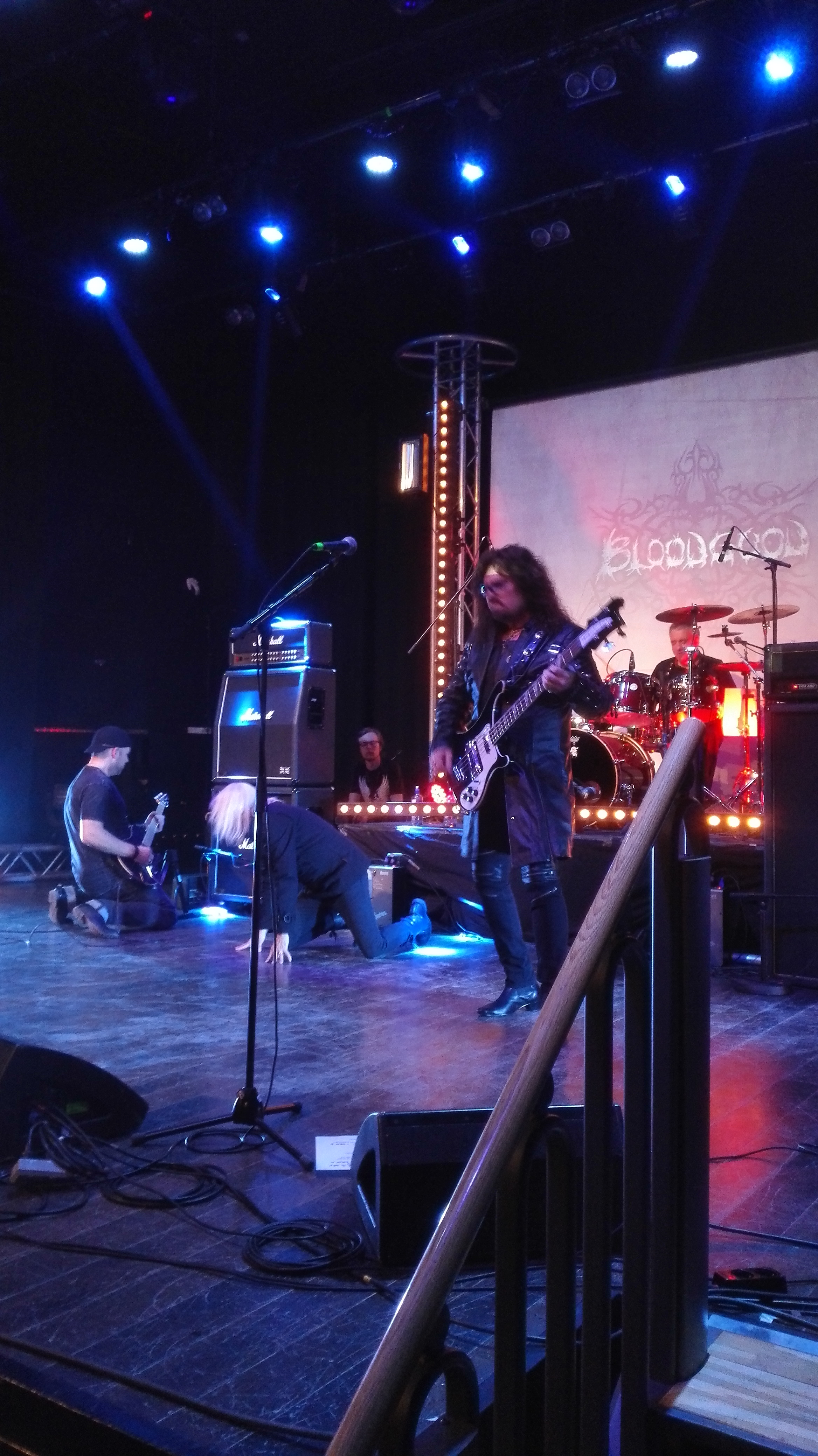
Bloodgood op het Rainbow Rock Festival 2017, met Michael Bloodgood (gitaar), Les Carlsen (knielend) e.a.

Bloodgood was een Amerikaanse white metalband uit Seattle die in 1985 werd opgericht en na de dood van Michael Bloodgood, eind juli 2022, opgeheven werd. Hun eerste demo kwam in het jaar van oprichting (1985) uit.
Bloodgood was populairder in Europa dan in de Verenigde Staten en eind jaren 80 waren ze vooral bekend om hun acts tijdens optredens zoals het live opvoeren van de kruisiging van Jezus Christus.
Na middelmatig succes stopte de band in 1994, in 2002 deden ze een mislukte poging weer opnieuw te beginnen en in 2006 zijn ze uiteindelijk weer opnieuw begonnen, onder andere met Oz Fox van de band Stryper.
Les Carlsen, de zanger, heeft zijn eigen televisieprogramma en radioprogramma bij Frontline Records, REWIND, waar hij voornamelijk christelijke artiesten ontvangt, met name de wat hardere bands.
In 2018 treedt Carlsen live op in Nederland als gastzanger bij Tourniquet, op het Brainstormfestival te Apeldoorn in november 2018. Ook trad Carlsen al eerder als gastmuzikant op, soms samen met andere bandleden van Bloodgood. Zanger en professioneel worstelaar Chris Jericho trad soms op als gastpresentator bij optredens van Bloodgood en vertelde hoe hun muziek hem inspireerde. Daarvoor of daarna trad Jericho meestal ook op, met zijn band. Bloodgood trad meestal op, in wat kleinere concertzalen en in het begin soms op een skatebaan. Het ging ze niet om het geld (alleen voor levensonderhoud), maar om 'de boodschap' door te geven. 
Op 29 juli 2022 overleed Michael Bloodgood aan de gevolgen van een beroerte. Dit betekende het einde van Bloodgood. Les Carlsen besloot samen met de andere bandleden de band op te heffen, twee dagen na de dood van Michael Bloodgood.

## Discografie
1. Metal Missionaries (1985, demo op cassette)
2. Bloodgood (1986, Frontline Records)
3. Detonation (1987, Frontline Records)
4. Rock In A Hard Place (1988, Frontline Records)
5. Out Of The Darkness (1989, Intense Records)
6. Alive In America: Live Volume One (1990, Intense Records, live)
7. Shakin' The World: Live Volume Two (1990, Intense Records, live)
8. Alive In America: Live Volume One (1990, Intense Records, live - VHS)
9. Shakin' The World: Live Volume Two (1990, Intense Records, live - VHS)
10. The Collection (1991, verzamelalbum, Intense Records)
11. All Stand Together (1991, Broken Records)
12. All Stand Together 2 track single (1991, Broken Records)
13. To Germany With Love! (1993, Stephans Buchhandlung live, 2000, Magdalene Records)
14. Bloodgood/Detonation (2 heruitgaves op 1) (1998, KMG Records)
15. Rock In A Hard Place/Out Of The Darkness (2 heruitgaves in 1) (1998, KMG Records)
16. Bloodgood Rock Theater (2002, dvd heruitgave van Alive in America en Shakin' the World)
17. Bloodgood: Live in Norway (2009, dvd live @ Seaside Festival)
18. Metal Missionaries (2010, heruitgave demo + bonus, B. Goode records)
19. Dangerously Close (2013, B. Goode records)

## Voormalige bandleden
- Oz Fox - gitaar (2022, band opgeheven na de dood van Michael Bloodgood)
- Les Carlsen - zang  (2022, ")
- Paul Jackson - gitaar (2022, ")
- Mark Welling - drums (2022, ")
- Michael Bloodgood – basgitaar, bandleider (overleden op 29 juli 2022)
- David Zaffiro - gitaar
- David McKay - keyboard
- J.T. Taylor - drums
- Tim Heintz - keyboard
- David Huff – drums
- Paul Roraback - drums
- Kent Walstead - gitaar (alleen tijdens een tour)
- Craig Church - gitaar
- Kevin Whistler - drums